# 面堂終太郎
面堂 終太郎（めんどう しゅうたろう）は、高橋留美子の漫画およびそれを原作としたアニメ『うる星やつら』に登場する架空の人物。

## 設定・特徴
諸星あたるのクラスメイト。クラスでの肩書きは副委員長。原作での初登場は、本格週刊連載としては1話目にあたる第23話「トラブルは舞い降りた」。4月1日生まれ。強大な財力（本人曰く「たかだか資産5兆＄（原作では500億円）」）と軍事力（私設軍隊、ホーカー・シドレー ハリアー、レオパルト1等）を持つ面堂財閥の跡取り息子。作中で友引高校へ転入してくる。
容姿端麗かつ秀才で運動神経も良く、女性には優しくモテるが、男に対しては非常に冷たい性格であり、特にあたるとは犬猿の仲で事ある毎に衝突する。日本刀（アニメ版では「村雨」という銘）を常に携帯し、喧嘩の度にあたるを斬ろうとするがいつも白刃取りで受け止められる。ちなみこの日本刀はチェーンソーと戦って折れるくらいに脆い代物であることが発覚している。あたる曰く「プライドの化けもん」と言われる程自尊心が高く、また非常に女好きであり、初期はラムに熱心にアタックしていた。ラムの相性占いによって本質的にはあたるとは同レベルのアホ（と言うよりは諸悪の根源）である事が判明している。その時、クラスメイトからは『面堂から金と権力を取るとあたるになるのか』と不名誉な評価をされている。
学校では温泉マークによって組織された優等生のエリートである「影の生活指導部」としてあたるを筆頭とする問題児軍団と幾度となく対立する、ただし女絡みになるとあっさり寝返るなど調子のいい所がある（これは他の指導部メンバーも同様）。一応優等生であるが、担任の温泉マークからは素行もそうだが、それ以上の協調性のない性格から問題児扱いされており、家庭訪問の際には「家庭教育に問題あり」とまで言われている。あたるたち男子生徒は見下しつつも学校行事に積極的に参加したり、竜之介転校時には共闘を目論むなどそれなりに良好な関係を持っている（ただし男におごる事は絶対にしない）。美形で女生徒からは人気が高いが、レイが友引高校に現れた際はあっさり人気を奪われたり、女の竜之介にバレンタインチョコの数で惨敗したりと他の一線級のモテキャラの引き立て役になる事が多い（その際、プライドを打ち砕かれて現実逃避する傾向がある）。専用の別荘を多数持ち、夏休みの間はよくクラスの女子を誘って避暑に行く（ただし芋づる式にあたるたち男子もくっついてくる）。面堂家は武家出身で、家紋はひょっとこ。それにちなんで多数のタコをペットとして大切に飼っている。なお本人の前でたこ焼きを食べると怒られる。あまりのタコ好き故にタコの生霊が頭に乗っているのを見てもあたる達に納得されてしまう始末である。
登校の際は自家用のツイン（サイドバイサイド）ローター式大型ヘリコプターや重爆撃機等の飛行機を使ってパラシュートで降りてくることもある。しかし移動手段の選択肢は少ないらしく、ヘリコプターが故障したときは馬車ならぬタコ車で登校するシーンが見られる。
直属の部下として「サングラス部隊」を持っている。ただしサングラス部隊は厳つい外見の割にどいつもこいつも無能の集まりである為、苦労が絶えない。
髪型は常時オールバックで、スポーツなどで髪が乱れた時には欠かさずポケットから櫛を取り出し整えている。あたるが組野おと子とデートする時に髪形を変えようとして､「この年でオールバックというのもいやらしいな」と言ったのを聞き逃さずに「ほっとけ!」と怒りの声をあげている。友引高校の制服を着用せずに白ラン姿（夏服では青の襟付きシャツ）。イベントによって多少着替えはするが基本的に服装は白ランである。また、初めはクラス委員長に立候補し、その公約として「遅刻・授業エスケープ・仮病による早退・ズル休みをした男子を徹底的に処罰する」という過激かつ独裁的な優等生ぶりを発揮したが、その後、「温泉マーク」からは『協調性がない』と思われているものの、基本的には優等生というスタンスは保ちつつも友引高校（主に2年4組）の雰囲気に流されていき、仮装大会や学校行事に積極的に参加したり、あたるやコースケらに付き合うようになったり、あたるとともに担任の温泉マークをボコボコにしたりと悪い意味で立派に協調している。
西ドイツ（ドイツ連邦共和国、連載・アニメ放映当時はまだドイツは東西分裂中で統一前）連邦軍マニアと見受けられ、日本刀以外に近代兵器も持ち出すことがあるが、銃や戦車等の陸戦兵器はドイツ製のものが多い（航空機（軍用機）はアメリカ製が多い）。アニメではメガネのミリタリー趣味に付き合うことがあるが、メガネはナチス・ドイツ第三帝国、面堂は西ドイツ連邦軍なので、考証がズレている。
家族は両親と妹の了子、および祖父がいる。跡取りなはずなのだが妹や父、祖父から度々おもちゃにされたり、振り回されて、祖父と妹には少なくとも一回は殺意を覚えてすらいる。他方、終太郎自身は他人をおもちゃにして楽しむことがあまりない。また、家庭内においてすらも女性への執着心は知られており、あたるが終太郎を超える女好きであることを知ると父親から凄まじく驚かれてすらいる。
アニメ第1作では本来の登場（第14回・第27話「面堂はトラブルとともに!」）に先駆けて新春スペシャル「あたる源氏平安京へ行く」で登場している。本来、暗所・閉所恐怖症のはずの彼が畳の中から登場するという型破りな初登場となった。アニメ第2作では原作での初登場話（第3話A「トラブルは舞い降りた!!」）に先駆け、第2話B「幸せの黄色いリボン」でエンディング終了後のパートに初登場しており、原作やアニメ第1作よりも早く登場している関係上、原作および第1作では未登場だったエピソード（第6話B「お雪」など）にも登場している。
オールバックで日本刀を携えた学生ということで「少年サンデー」の『男組』（おとこぐみ）の神竜剛次も参考にしていると言われることがある。
また、作中であたるのせいで女性に変えられてしまったこともある。この時は髪が伸び着衣まで女物に変わってしまっていた（男に戻った時には髪や着衣も戻る）。
面堂は次回作の『らんま1/2』の九能帯刀や『人魚シリーズ』の丁髷だったころの主人公・湧太（ゆうた）のデザインベースに使われている。

## 特技・弱点
しばしば抜刀して何の遠慮も無しに斬りかかるが、あたるに真剣白刃取りされる等して一度も成功したことはない。それどころか運動神経がトップクラスの悪さをほこる水乃小路飛麿にすら真剣白刃取りをされている。日本刀をたとえ海パン姿でもどこからともなく取り出せる。更に刀が折れると瞬時にもう一本取り出せる。この妙技は、作中でも周囲から度々突っ込まれている。ちなみにあたるの方も、隙あらば面堂をどこからともなく取り出した大槌で殴ろうとしており、こちらのほうが成功していることが多い。なお、終太郎も大槌で攻撃することがあり、大槌で攻撃するほうが成功する確率が高い。
彼の日本刀使用の初出は、原作で夢邪鬼がゲストキャラとして登場する第31話「目覚めたら悪夢」で、あたるに寝言で侮辱されたことに切れた時からである。それまでは、頭に来ても抜刀はしなかった。ただこの時はロッカーへ取り出しに行っており、どこからともなく取り出したりはしていない。これ以降は比較的些事でも抜刀するようになり、抜刀したまま、校外まで追い回すこともあるが、銃刀法違反で逮捕されたことは一度もない。
弱点は暗所恐怖症・閉所恐怖症で、よく狭くて暗い場所に閉じ込められては「暗いよ～狭いよ～怖いよ～」と泣き叫び、錯乱状態に陥るが、女性がそばにいる場合は平気。この恐怖症は連載初期はあたるだけが知り得た弱点であり、それを脅しのネタにしてテスト前に面堂から物理のノートを借りるなど利用していたが、妹・了子の初登場時の終太郎への嫌がらせによって、クラス全員に暴露されることとなる（この時、男子生徒は恐怖症を物笑いにしたが、女子生徒は「母性本能をくすぐられる」などと、逆に好意的であった）。
本人は恐怖症を克服しようと特訓を重ね、結局直らなかったものの、直そうとして壺を割り続けて鍛え上げられた腕力を元に秘技「釣鐘割り」をあみ出した。実はこの恐怖症は、過去へ閉暗所恐怖症の原因を探しに行った際に終太郎が幼い頃の自分に抱かせてしまったものであるため、ある意味自業自得と言えよう。それ以降の特技はつり鐘割り。秘技はつり鐘捕り。また、つり鐘自体を投げつけることもある。

## 恋愛関係
三宅しのぶをはじめ数多くの女性から好意を抱かれているが、当初しのぶに固執するあたるを『俗世を超越した僕と違って凡人の彼（あたる）は普通の女の子が好きなんでしょう』と評しているだけに普通の女生徒には殆ど目もくれず、ラムに惚れている。
このために初期にあたるは浮気に対して制裁を加えるラムを面堂に押し付けてしのぶと付き合いたいと考えたりしたり、あたるがラムを邪険にするとラムがわざと面堂に抱きついてあたるを妬かせようとしている。また、面堂は原作の『春のうららの落第教室』においてスタミナ強化剤で性欲が強化されて、理性がすっ飛ぶとラムを襲って接吻し、ラムから電撃を食らわせられている。しかしながら日頃は理性があるので襲うことはなく、次第にラムに言い寄らなくなる。
紳士らしく女性には敬称をつけ「ラムさん」、「しのぶさん」と呼んでおり、「あやかしの面堂」で一週間学校を休んだ際にはラムやしのぶに会いたがっていた。完結篇においてはあたるとラムの関係をそれなりに認めており、「立ってラムさんを捕まえろ！」と激励したり、「いい加減に好きだと言ったらどうなんだ―！」という発言があった。
本質はあたると全く同じであるものの金と権力、容姿端麗で秀才であるにかかわらず、ラムはあたるに心底惚れており、相手にされていない。なお、面堂家の行事にラムを招待するが、これにただ飯狙いのあたるが金魚の糞のようにくっついてくるのがお決まりである。
先祖代々の宿敵の出身で『甲冑の嫁』だと思い込んでいた水乃小路飛鳥が許婚になることには当初悪夢を見たり乱心したりする程に反対し、縁談を断ろうともしていたが、甲冑の中身が美人であることを知ると全く問題にしなくなった。
なお運命管理局にあった未来の扉には、ラムとあたるの結婚した未来がなかなか無かったのに対し、ラムと面堂が夫婦になっていた未来が複数存在した。ちなみにあたるは面堂の会社の社員か、面堂家の人力車車夫になっており、あたるとのくされ縁が継続していたが、未来の扉がリセット状態になったためにこの関係が存続しているかは不明。
なお、『テンからの贈り物』では諸星同様にサクラが面堂と結婚するとサクラが不幸になるとしている。

## 名前の由来
名前は元々作者が「トラブルシューター役」を彼に努めさせる為に「トラブル＝面倒＝面堂」「シューター＝終太郎」からつけた。しかし実際に終了させたのはあたるとしのぶ、ラムの三角関係（初期のトラブルの元凶）ぐらいのもので、あたると共に結構なトラブルメーカーであり、自身及びその関係者が新たなトラブルの元凶となる。

## キャスト
- 神谷明 - テレビアニメ版第1作
- 三木眞一郎 - パチスロ版
- 子安武人 - 『Pうる星やつら～ラムのLoveSong～』
- 宮野真守 - テレビアニメ版第2作[18]